# Uri gyeolhonhaess-eo-yo
Uri gyeolhonhaess-eo-yo (우리 결혼했어요?; lett. "Ci siamo sposati"; noto anche come We Got Married) è un reality e variety show sudcoreano, segmento del programma di intrattenimento Ilbam, trasmesso sulla rete MBC dal 2008 al 2017. Il programma accoppia due celebrità e mostra come sarebbe la loro vita se fossero sposate, assegnando loro, di volta in volta, delle sfide da portare a termine.

## Partecipanti

### Episodio pilota
L'episodio pilota venne trasmesso il 6 febbraio 2008. Alle quattro coppie venne chiesto di preparare la cena rispettando un budget fisso.
- Alex Chu e Shin Ae
- Jeong Hyeong-don e Saori
- Crown J e Seo In-young
- Hong Kyung-min e Solbi

### Stagione 1
Alle coppie venne assegnata una missione a settimana e, a partire dall'episodio speciale per il Capodanno lunare 2009, a ciascuna fu creato un contesto: per esempio, Kangin e Lee Yoon-ji dovettero interpretare due collegiali con un basso reddito.
Fu trasmessa dal 16 marzo 2008 al 3 maggio 2009.
- Alex Chu e Shin Ae (ep. 1-8, 13-34)
- Jeong Hyeong-don e Saori (ep. 1-8)
- Andy e Solbi (ep. 1-28)
- Crown J e Seo In-young (ep. 1-41)
- Lee Hwi-jae e Jo Yeo-jeong (ep. 9-17)
- Kim Hyun-joong e Hwangbo (ep. 9-38)
- Choi Jin-young e Lee Hyun-ji (ep. 25)
- Hwanhee e Hwayobi (ep. 25, 29-44)
- Marco e Son Dam-bi (ep. 25, 29-44)
- Kangin e Lee Yoon-ji (ep. 39-55)
- Jeong Hyeong-don e Taeyeon (ep. 42-54)
- Shin Sung-rok e Kim Shin-young (ep. 42, 45-54)
- Jun Jin e Lee Si-young (ep. 42, 45-55)

### Stagione 2
All'inizio della stagione, i produttori annunciarono che le puntate sarebbero durate meno (60 minuti) e avrebbero mostrato matrimoni più realistici. Ad agosto, tuttavia, a causa dei bassi ascolti lo show tornò al format precedente; nell'episodio speciale per il chuseok, vennero aggiunte due nuove coppie: Ga-in delle Brown Eyed Girls e Jo Kwon dei 2AM, e Lee Seok-hun degli SG Wannabe con la presentatrice Kim Na-young. L'episodio fu il più visto della stagione, e Ga-in e Jo Kwon restarono come coppia fissa.
Fu trasmessa dal 10 maggio 2009 al 2 aprile 2011.
- Kim Yong-jun e Hwang Jung-eum (ep. 1-31)
- Park Jae-jung e Uee (ep. 12-31)
- Jo Kwon e Ga-in (ep. 21-80)
- Lee Seok-hun e Kim Na-young (ep. 21)
- Lee Sun-ho e Hwang Woo-seul-hye (ep. 32-42)
- Jung Yong-hwa e Seohyun (ep. 40-91)
- Nichkhun e Victoria (ep. 52-91)

### Stagione 3
Fu trasmessa dal 9 aprile 2011 all'8 settembre 2012.
- Nichkhun e Victoria (ep. 78-101)
- Eunjung e Lee Jang-woo (ep. 78-132)
- Kim Won-jun e Park So-hyun (ep. 78-117)
- David Oh e Rise (ep. 88-101)
- Leeteuk e Kang So-ra (ep. 104-134)

### Stagione 4
Trasmessa dal 15 settembre 2012 al 6 maggio 2017.
- Julien Kang e Yoon Se-ah (ep. 131-159)
- Kwanghee e Sunhwa (ep. 133-166)
- Lee Joon e Oh Yeon-seo (ep. 135-155)
- Jinwoon e Ko Joon-hee (ep. 156-186)
- Jo Jung-chi e Jung-in (ep. 160-186)
- Taemin e Naeun (ep. 67-203)
- Yoon Han e Lee So-yeon (ep. 87-213)
- Jung Joon-young e Jeong Yu-mi (ep. 87-222)
- Wooyoung e Park Se-young[3] (ep. 204-237)
- Nam Goong-min e Hong Jin-young[4] (ep. 214-262)
- Hong Jong-hyun e Yura (ep. 223-272)
- Song Jae-rim e Kim So-eun[5] (ep. 238-275)
- Henry Lau e Kim Ye-won[6] (ep. 263-275)
- Jonghyun e Gong Seung-yeon[6] (ep. 263-286)
- Yook Sung-jae e Joy (ep. 276-320)
- Oh Min-seok e Kang Ye-won (ep. 276-310)
- Kim So-yeon e Kwak Shi-yang (ep. 287-316)
- Jo Se-ho e Caolu (Fiestar) (ep. 311-340)
- Eric Nam e Solar (Mamamoo) (ep. 316-348)
- Jota (Madtown) e Kim Jin-kyung (ep. 321-350)
- Choi Tae-joon e Bomi (Apink) (ep. 341-363)
- Sleepy e Lee Guk-joo (ep. 349-372)
- Gong Myung e Jung Hye-sung (ep. 351-372)
- Choi Min-yong e Jang Do-yeon (ep. 364-373)

## Altre versioni

### Dugeun dugeun heundeullyeo
Nel 2012, MBC annunciò un nuovo show basato su Uri gyeolhonhaess-eo-yo, ma che si sarebbe concentrato sugli appuntamenti tra celebrità.
Il programma, intitolato Dugeun dugeun heundeullyeo (두근 두근 흔들려), vide partecipare Han Seung-yeon delle Kara, Lizzy delle After School, Hyolyn delle Sistar e Sunhwa delle Secret, affiancate, rispettivamente, dall'attore Lee Tae-sung, Lee Joon degli MBLAQ, Sungmin dei Super Junior e Kwanghee degli ZE:A.

### Edizione cinese
L'edizione cinese affiancò celebrità sudcoreane e cinesi e venne prodotta da MBC in occasione del ventesimo anniversario dall'inizio dei rapporti diplomatici con la Cina, nel 2012. Fu trasmessa in Cina su un canale dello Shanghai Media Group e in Corea del Sud su MBC, mandando in onda, però, solo i segmenti in coreano.
- Hyomin e Fu Xinbo
- Kyuhyun e Lou Yixiao
- Jin Wei e Zhu Chi Dan

### Edizione globale
L'edizione globale affiancò celebrità provenienti da Corea del Sud, Giappone e Taiwan. La prima stagione fu trasmessa dal 7 aprile al 14 luglio 2013, mentre la seconda e ultima si concluse a settembre 2014.
- Lee Hong-ki e Mina Fujii (st. 1)
- Taecyeon e Gui Gui (st. 1)
- Heechul e Puff Guo (st. 2)
- Key e Arisa Yagi (st. 2)

## Riconoscimenti
- 2014 – MBC Entertainment Awards[12]
  - Entertainers' Choice for Most Desired Variety Show